# 劉柏年
劉柏年（1934年5月—），贵州人，中华人民共和国基督教人物，中國人民政治協商會議第十至十一屆全國委員會常務委員，中國天主教愛國會副主席，其天主教洗禮名為安東尼。第六、七、八、九、十、十一届全国政协委员。

## 生平
1952年后历任山东省青岛市天主教爱国会副主任兼秘书长，青岛市市南区文化学校副校长，青岛市爱国被服厂厂长，青岛市服装一厂办公室干部，青岛市暨山东省天主教爱国会副主席。
1979年至1992年任中国天主教爱国会副秘书长，中国天主教教务委员会副主任兼中国天主教爱国会联络部主任，全国青联常委。
1992年至2002年任中国天主教爱国会副主席兼秘书长、山东省天主教爱国会主任。
2002年2月任中国天主教爱国会副主席兼秘书长、山东省天主教爱国会主任，山东省政协副主席。
2003年3月当选第十届全国政协常委、民族和宗教委员会副主任。2008年3月当选第十一届全国政协常委、民族和宗教委员会副主任委员。
自2007年北京教区自選自聖傅铁山主教因患肺癌而入院治疗，刘柏年變成为中国天主教爱国会的最高决策與領導，並代表中國天主教愛國會發言。
2010年，因承德教區郭金才神父，自選自聖為主教。當時教宗本篤十六世曾親自點名批評劉柏年說：「中國當局允許中國天主教愛國會的領導層，在劉柏年的影響下，採取了嚴重損害天主教會和妨礙對話的態度。」